# Aleksander Wasylewicz Czartoryski
Aleksander Wasylewicz Czartoryski (zm. 1489) – syn Wasyla Konstantynowicza Czartoryjskiego i bliżej nieznanej Hanny, brat Iwana Wasylewicza Czartoryjskiego i Michała Wasylewicza Czartoryjskiego.

## Historia
Prawdopodobnie wraz z braćmi brał udział w bitwie pod Wiłkomierzem nad rzeką Świętą w 1435 roku, stając po stronie Świdrygiełły. Po jego upadku piastował urząd koniuszego na dworze wielkiego księcia Zygmunta Kiejstutowicza w roku 1440. Wraz z braćmi należał do stronnictwa Olgierdowiczowego. W palmową niedzielę 1440 r. był jednym z przywódców spisku, a według latopisu, także bezpośrednim mordercą Zygmunta. Po śmierci Zygmunta wyjechał na Ruś Zaleską, gdzie przyłączył się do partii Juriewiczów moskiewskich, którzy zwalczali od roku 1433 kniazia moskiewskiego Wasyla Wasylewicza. Razem z kn. Dymitrem Szemiaką ks. Aleksander w roku 1442 podchodził zbrojnie niemal pod Moskwę. Do walki z w. ks. Wasylem jednak nie doszło. W roku 1447 objął namiestnictwo Nowogrodu Wielkiego, lecz w r. 1456 wrócił do Pskowa, skąd w 1461 roku, nie chcąc złożyć przysięgi wierności wielkiemu księciu moskiewskiemu, powrócił na Litwę. W 1462–1477 dzierżył włość czernihowską na Zadnieprzu, poza tym otrzymał od Kazimierza Jagiellończyka Łohojsk, Ostaszyn, Sporów, Kamieniec i Hanewicze na Litwie.